# Tristan Ooms
Tristan Ooms (Alkmaar, 10 augustus 1975) is een voormalig Nederlands profvoetballer. Gedurende zijn carrière in het betaald voetbal speelde hij als middenvelder voor Telstar, FC Emmen en AZ Alkmaar. Ook kwam hij uit voor het Nederlands voetbalelftal onder 20.

## Clubvoetbal
Tristan Ooms voetbalde in de jeugd van de voetbalclub SV De Foresters. Daar bleek de speler al zeer talentvol en werd hij opgeroepen voor de nationale jeugdselecties, waar hij meestal de enige selectiespeler van een amateurclub was. In 1990 vertrok Ooms naar de jeugdopleiding van de Nederlandse topclub AFC Ajax, maar een half jaar later trok hij naar AZ Alkmaar, vanwege de kortere reistijd. In Alkmaar verbleef Ooms tussen 1990 en 1993 in de juniorenteams, voordat hij zich in het seizoen 1993/94 mocht aansluiten bij de hoofdmacht.

### AZ Alkmaar
Onder leiding van hoofdtrainer Piet Schrijvers maakt Ooms op 4 december 1993 zijn debuut in het betaald voetbal in de competitiewedstrijd tegen BV Veendam (3-0 winst). Hij kwam daarbij in de 79e minuut binnen de lijnen als invaller voor Michael Buskermolen.
In 1994 wist Ooms met AZ bijna naar de Eredivisie te promoveren, maar de club eindigde op de valreep op een derde plaats. Hoewel de trainer Piet Schrijvers in 1994 uit onvrede zijn contract met AZ inleverde en Ooms onder hoofdtrainer Theo Vonk minder speeltijd kreeg, wist de jonge middenvelder wel indruk te maken tijdens zijn spelminuten. De bondscoach van Jong-Oranje, Rinus Israël, haalde in 1995 de speler bij de selectie voor het WK onder de 20 jaar. Na dit toernooi bereikten AZ en FC Emmen een akkoord over een transfer van de jeugdinternational.

### FC Emmen
Met ingang van het seizoen 1995/96 speelt Tristan Ooms voor FC Emmen, maar een succesvolle periode zou het niet worden. In Emmen kreeg Ooms algauw ernstige knieproblemen, waardoor hij amper speelde. Hij debuteerde voor FC Emmen met een rode kaart in de wedstrijd tegen TOP Oss. In twee seizoenen zou Ooms slechts 2 competitiewedstrijden spelen. In een poging zijn grote vorm van weleer te hervinden, vertrok Ooms in 1997 naar Telstar.

### Telstar
Terug in Noord-Holland wist Ooms door blessureleed wederom weinig aan spelen te komen. Na 1 wedstrijd voor de Witte Leeuwen vertelde de teamarts dat wanneer Ooms met zijn knieproblemen door zou gaan met voetbal op niveau, het zelfs onzeker zou zijn of hij ooit weer normaal zou kunnen lopen. Vrij snel daarna werd Ooms afgekeurd voor het betaald voetbal.

### Amateurvoetbal
Echt volledig herstellen zou Ooms niet, maar de voormalige jeugdinternational bleef nog een tijd actief in het amateurvoetbal. Hij speelde voor het Helderse HRC en keerde een jaar later terug naar de club waar hij zijn voetballoopbaan begon: SV De Foresters. Met de rood-witten werd Ooms in 2008 zelfs nog kampioen van de Derde Klasse. Na dit kampioenschap zette hij een definitieve punt achter zijn carrière en begon een carrière als trainer in het Nederlands amateurvoetbal.

### Coach
Tristan Ooms was trainer van Hugo Boys uit Heerhugowaard en bereikte het kampioenschap in 2010 bij zijn eerste jaar als hoofdtrainer van het 1e team. Van 2011 tot 2013 was Tristan Ooms trainer van Duinrand S in Schoorl, waar hij in het seizoen 2011/2012 de titel in 5B op zijn naam schreef en promoveerde naar de 4e klasse.

## Interlands

### Nederland -20
In 1995 werd Ooms door bondscoach Rinus Israël opgeroepen om met Nederland deel te nemen aan het Wereldkampioenschap onder de 20 jaar in Qatar. In het jeugdelftal verkeert hij in gezelschap met onder meer Denny Landzaat, Wilfred Bouma en Kiki Musampa.
Tijdens het WK -20 speelde Nederland in Groep C, waar ook Portugal, Argentinië en Honduras deelnamen. In de groepsfase speelde Ooms elke wedstrijd in de basis en won 7-1 van Honduras. Echter werd er verloren van Portugal (0-3) en Argentinië (0-1), waardoor Nederland zich niet kwalificeerde voor de kwartfinale. Na deze uitschakeling kreeg de interlandloopbaan van Tristan Ooms, mede door zware blessures, geen vervolg.

## Statistieken
| Seizoen | Land      | Club       | Competitie     | Wedstrijden | Goals |
| ------- | --------- | ---------- | -------------- | ----------- | ----- |
| 1993/94 | Nederland | AZ Alkmaar | Eerste divisie | 3           | 0     |
| 1994/95 | Nederland | AZ Alkmaar | Eerste divisie | 2           | 0     |
| 1995/96 | Nederland | FC Emmen   | Eerste divisie | 2           | 0     |
| 1996/97 | Nederland | FC Emmen   | Eerste divisie | 0           | 0     |
| 1997/98 | Nederland | Telstar    | Eerste divisie | 1           | 0     |
|         |           |            | Totaal         | 8           | 0     |

## Erelijst
- Deelname aan het Wereldkampioenschap -20: 1995 (Nederland -20)
- Tweede plaats Eerste divisie: 1996 (FC Emmen)